# داركو سافيتش
داركو سافيتش (19 يناير 1979 في صربيا - ) هو لاعب كرة قدم صربي في مركز الدفاع. لعب مع بوتيف فراتسا ونادي أو إف كيه بيوغراد ونادي سبارتاك فارنا ونادي لوكوموتيف صوفيا ونادي سميديريفو ‏.

## وصلات خارجية
- داركو سافيتش على موقع قاعدة بيانات كرة القدم.إي يو (الإنجليزية)
- داركو سافيتش على موقع Soccerway.com (الإنجليزية)